# 21面相の暗号
『21面相の暗号』（にじゅういちめんそうのあんごう）は、伽古屋圭市による日本の推理小説。山岸・シエナシリーズの第2作目で、第8回『このミステリーがすごい!』大賞の優秀賞受賞作である『パチンコと暗号の追跡ゲーム』の続編となる。

## ストーリー
裏ロム販売で稼いだ3000万円を仲間と山分けした山岸とシエナだが、すべて偽札だったことが発覚。2人は、謎解きをはじめる。時同じくして、製菓会社に、自社製品への毒物混入停止と引き換えに、5000万円を要求する脅迫電話がかかってきた。
| スタブアイコン | サブスタブ | この項目は、まだ閲覧者の調べものの参照としては役立たない、文学に関連した書きかけの項目です。この項目を加筆・訂正などしてくださる協力者を求めています（P:文学、PJ:ライトノベル）。項目が小説家・作家の場合には{Writer-substub}を、文学作品以外の本・雑誌の場合には{Book-substub}を貼り付けてください。 |